# Banda dei 70 centimetri
La banda dei 70 centimetri, chiamata così dalla sua lunghezza d'onda, è una banda UHF del servizio di radioamatore, destinata alle radiocomunicazioni civili. Può essere utilizzata continuativamente per il traffico radio locale e il traffico con ripetitori.

## La banda 70 cm nel mondo
La banda dei 70 centimetri, secondo la ITU, va da 430 a 440 MHz, in tutto il mondo, i limiti della banda variano in funzione dei Paesi.
La banda è stata assegnata al servizio di radioamatore il 1º gennaio 1949.

## Propagazione
La propagazione del segnale nella banda dei 70 cm si ha in una zona di ricezione diretta -qualche decina di chilometri- dalla stazione trasmittente.
- la propagazione è comparabile a quella di un raggio luminoso
- gli ostacoli al suolo hanno grande importanza
- in assenza di ostacoli, la portata radio è in funzione della curvatura terrestre e dell'altezza delle antenne di trasmissione e di ricezione

## Propagazione oltre l'orizzonte
Sporadicamente si possono osservare collegamenti a grande distanza:
- aperture di propagazione E sporadica abbastanza frequente tra giugno e luglio
- riflessione troposferica
- riflessione sugli aeromobili
- riflessione sui natanti
- riflessione mirata sulla luna
- aurora polare